# Guilherme Paraense
Guilherme Paraense (Belém, 25 giugno 1884 – Rio de Janeiro, 18 aprile 1968) è stato un tiratore a segno brasiliano.
Ha vinto due medaglie olimpiche nel tiro a segno, entrambe alle Olimpiadi 1920 svoltesi ad Anversa: una medaglia d'oro nella categoria pistola militare individuale e una medaglia di bronzo nella gara di pistola libera a squadre.